# アンドウ・ゼンパチ
アンドウ ゼンパチ（安藤全八、本名：安藤潔、1900年（明治33年） - 1983年（昭和58年））は、広島県出身の著述家、啓蒙活動家。ブラジル日系社会の文化的発展に貢献。

## 経歴
1900年（明治33年）広島県広島市下流川町生まれ。父は陸軍の軍人。旧制修道中学校（現：修道中学校・高等学校）にて校長江藤栄吉（のちに衆議院議員）の影響で中江兆民などを耽読、啓蒙的な思想を抱くようになった。東京外国語学校（現：東京外国語大学）をポルトガル語科一期生として卒業。1924年（大正13年）「大毎移民団」の移民輸送監督としてブラジルに渡る。ブラジルでは伯剌西爾時報社の記者、日本語教師、日伯新聞社編集長、雑誌『家庭と健康』の編集発行人などを務める。第二次世界大戦後にブラジル日系社会が混乱するなか、移住先ブラジルの社会と文化を把握し、日系社会の立ち位置を確認し、そこから新しい生活と行動の理念を築き上げるという趣旨で1946年（昭和21年）6月に仲間とともに「土曜会」を設立。「土曜会」はその後「サンパウロ人文科学研究所」へと発展した。
アンドウは日系人の子弟教育について、日本とは異なった日本語の教授法が必要だと説き、旧日伯文化普及会の日本語教科書編纂委員会に大きな影響を与えた。
ブラジル日系社会で常に啓蒙的役割を果たし、評論家大宅壮一はアンドウをブラジルで文筆を職業として生きた唯一の日本人と評している。

## 代表的著作
- 『ブラジル史』(岩波書店 1983年)